# Lü Dao
Lü Dao (chiń. upr. 绿岛; chiń. trad. 綠島; pinyin Lǜ Dǎo; pe̍h-ōe-jī Le̍k-tó; dosł. „zielona wyspa”) – niewielka wyspa pochodzenia wulkanicznego należąca do Republiki Chińskiej, położona na Oceanie Spokojnym u południowo-wschodnich wybrzeży Tajwanu, około 33 kilometrów na wschód od Taidongu. Wyspa tworzy gminę Lüdao (chiń. trad. 綠島鄉; pinyin Lǜdǎo Xiāng), która należy do powiatu Taidong. W 2010 roku zamieszkiwało ją ok. 3,4 tys. osób. Na wyspie znajduje się lotnisko oraz latarnia morska z 1939 roku.
Wyspa leży na północnym przedłużeniu łuku wulkanicznego Luzon i zbudowana jest z andezytów oraz skał piroklastycznych. Zajmuje powierzchnię ok. 15 km² (w czasie odpływu ok. 17 km²), ma 4 km długości i 3 kilometry szerokości. Charakteryzuje się pagórkowatą rzeźbą terenu; 60% jej powierzchni obejmują stoki o nachyleniu powyżej 30%. Najwyższym wzniesieniem jest położone w centralnej części wyspy Huoshao Shan, które sięga 281 m n.p.m. i opada stopniowo w kierunku wybrzeża urywając się na południu stromym klifem. Obszary równinne występują głównie na wybrzeżu. Osadnictwo skupia się głównie w regionach Zhongliao w północno-zachodniej części wybrzeża oraz Gongguan w północnej części wybrzeża. W południowo-wschodniej części wyspy znajdują się gorące źródła Zhaori ze słoną wodą.
W okresie tzw. białego terroru na Lü Dao znajdowało się więzienie, w którym przetrzymywano przeciwników rządzącego Kuomintangu. W okresie funkcjonowania więzienia w latach 1951-1991 przewinęło się przez nie ponad 20 tysięcy osób, z czego ponad tysiąc stracono. Do najsłynniejszych więźniów politycznych przetrzymywanych na Lü Dao należeli Shih Ming-teh i Bo Yang.

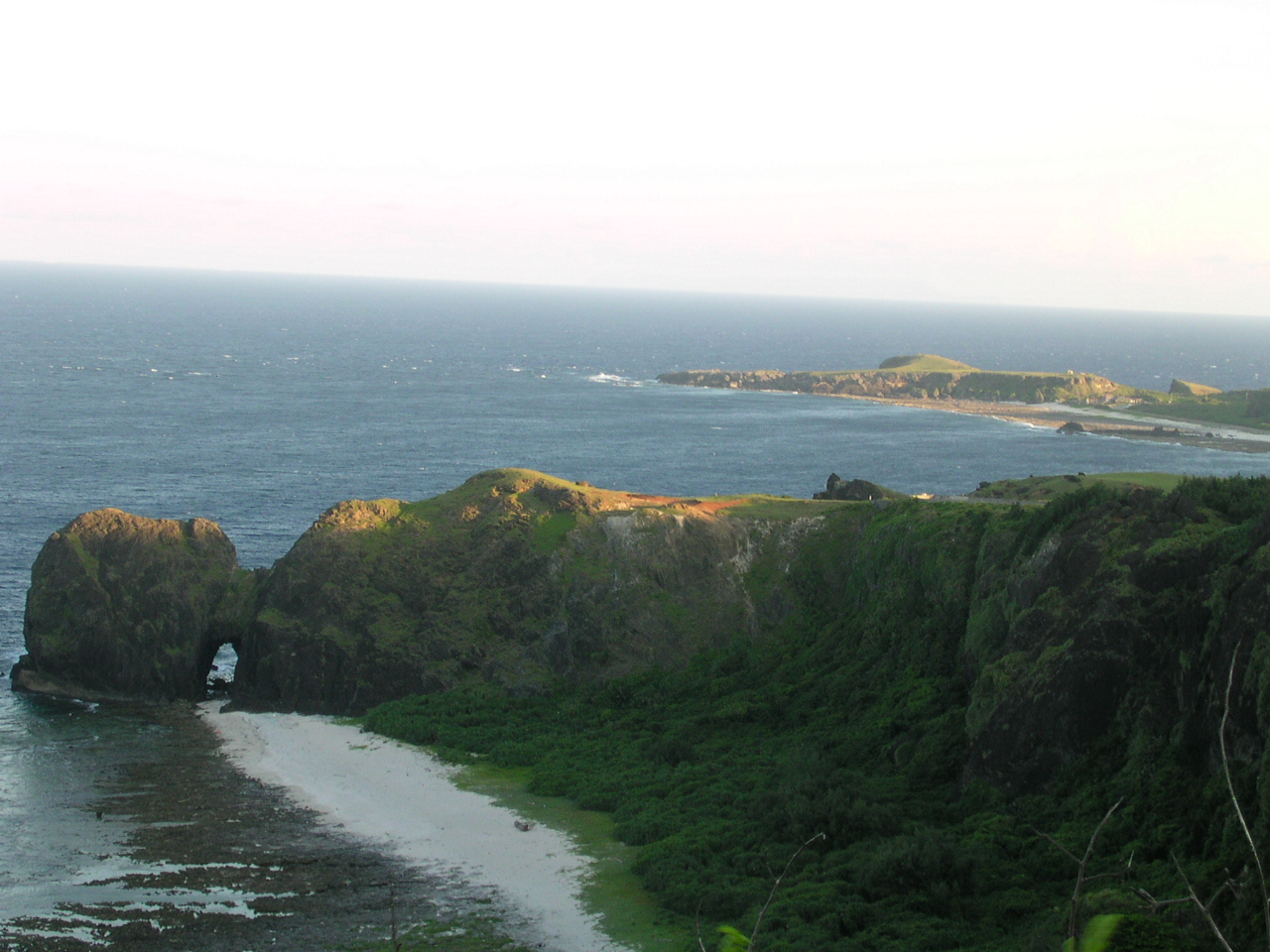
Fragment wybrzeża
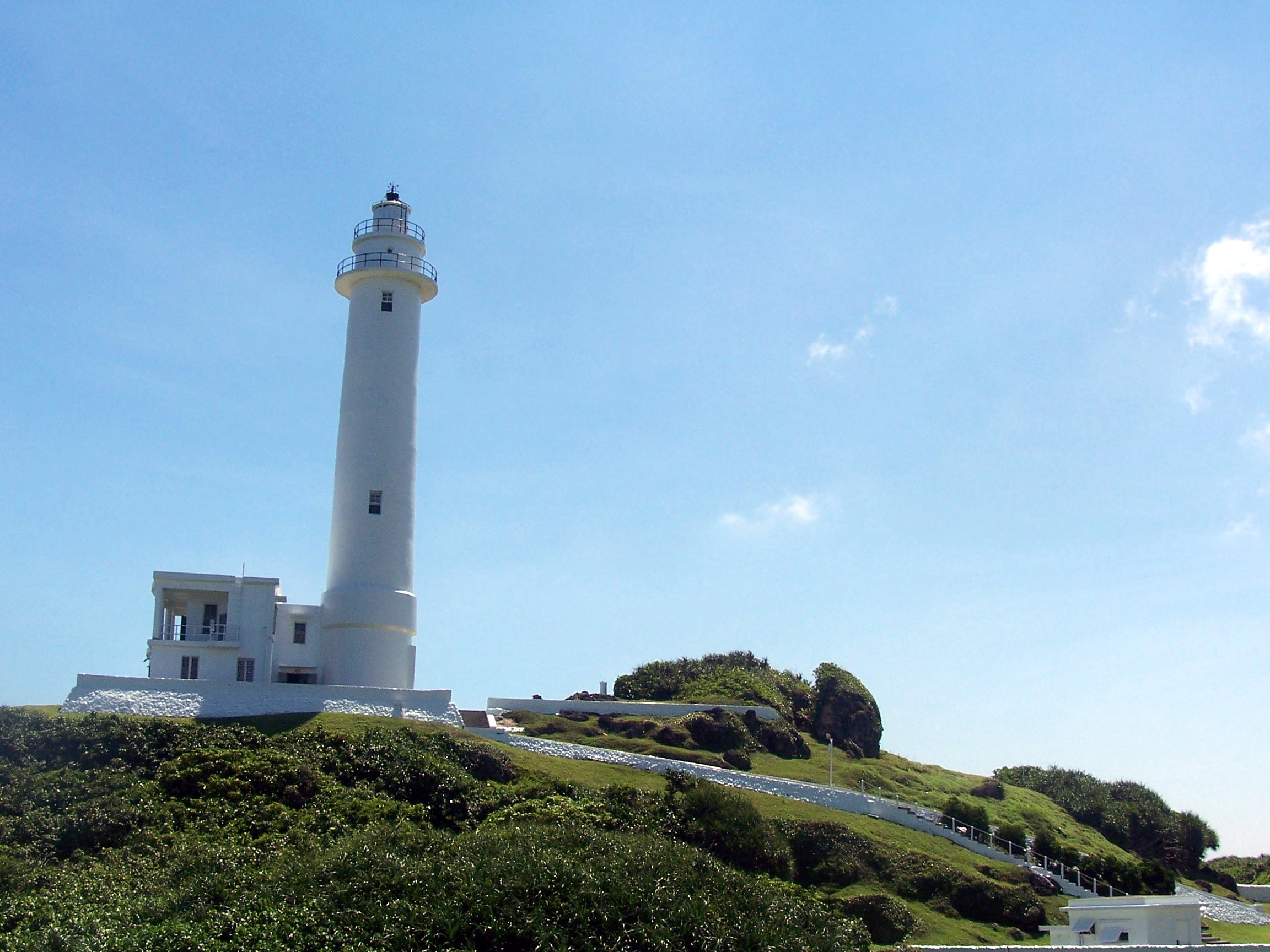
Latarnia na wyspie
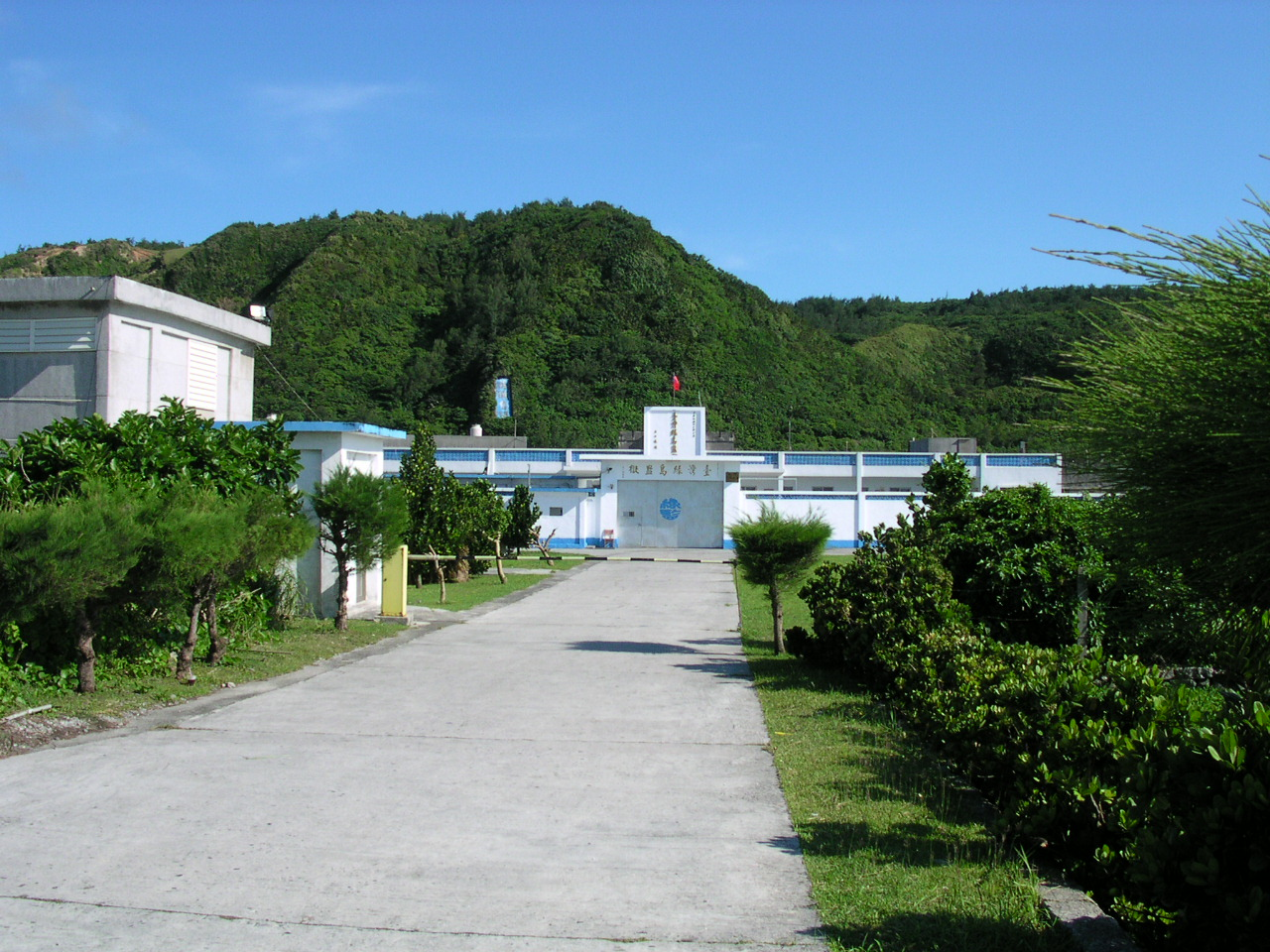
Więzienie